# ۱۹۵۷

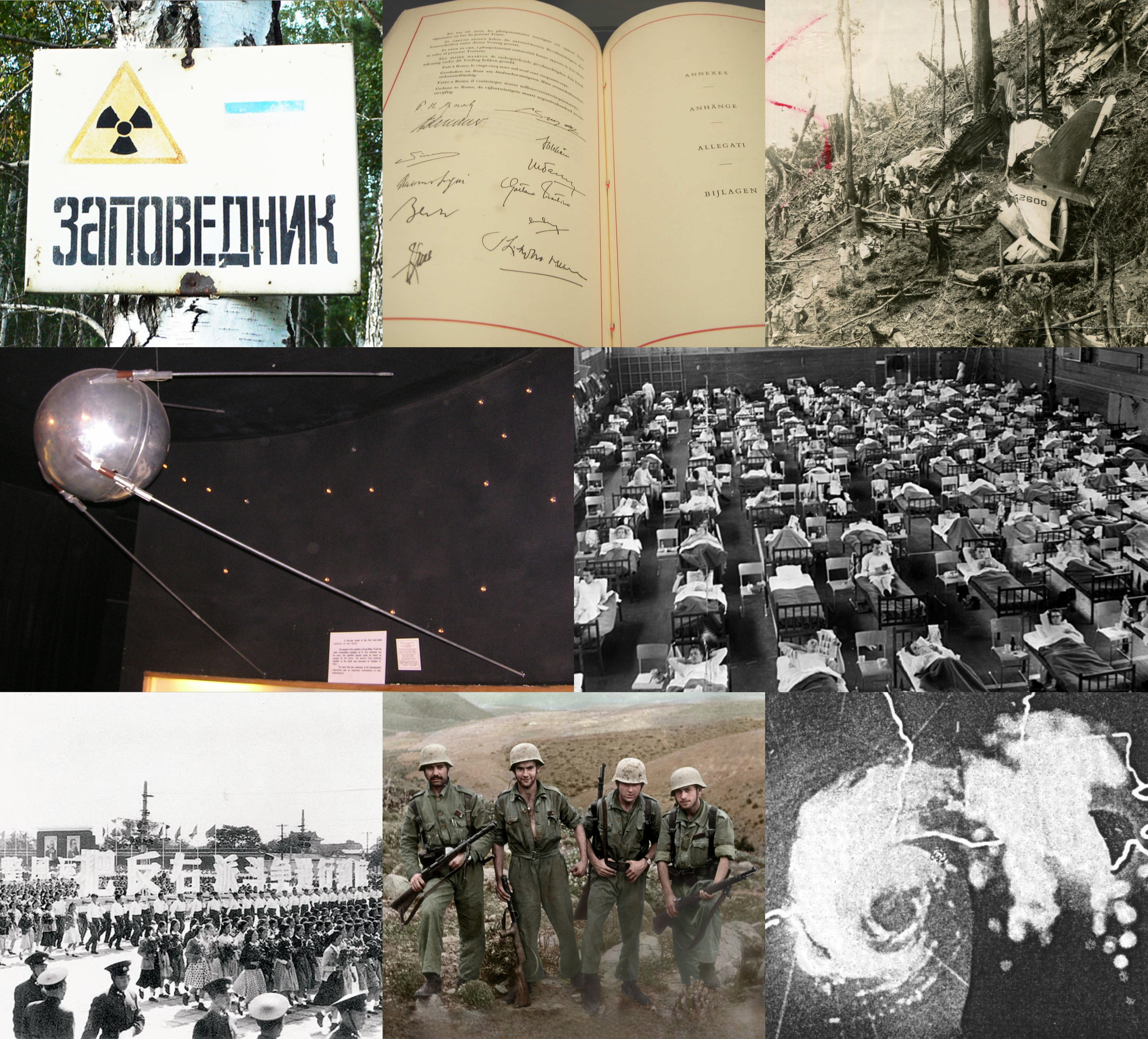

۱۹۵۷ میلادی پنجاه و هفتمین سال سده بیستم در گاه‌شماری میلادی بود.

## رویدادها
- ۳ نوامبر - شوروی فضاپیمای اسپوتنیک ۲ را به فضا پرتاب کرد.

## زادروزها
- ۱۲ ژانویه - جان لستر، انیماتور، کارگردان و تهیه‌کننده آمریکایی برنده جایزه اسکار.
- ۱۷ فوریه - لورینا مک‌کنیت، خواننده، نوازنده و پیانیست کانادایی
- ۶ ژانویه – ننسی لوپز، بازیکن گلف آمریکایی
- ۱۱ ژانویه – برایان رابسون، بازیکن فوتبال بریتانیایی
- ۱۳ ژانویه – لوری مور، نویسنده آمریکایی
- ۱۶ ژانویه – ریکاردو دارین، بازیگر آرژانتینی
- ۱۷ ژانویه – استیو هاروی، بازیگر آمریکایی
- ۲۱ ژانویه – گرگ رایان، بازیکن فوتبال آمریکایی
- ۲۶ ژانویه – ریچارد پورتنو، بازیگر آمریکایی
- ۶ فوریه – کتی ناجیمی، بازیگر آمریکایی
- ۹ فوریه – گوردون استراکن، بازیکن فوتبال اسکاتلندی
- ۱۲ مارس – مارلون جکسون، خواننده آمریکایی
- ۲ آوریل – جولیانا دسیو، بازیگر ایتالیایی
- ۴ آوریل – آکی کوریسماکی، فیلمنامه‌نویس، تدوینگر، و کارگردان فنلاندی
- ۱۷ آوریل – سوزان رومن، بازیگر کانادایی
- ۲۲ آوریل – دونالد توسک، سیاست‌مدار لهستانی
- ۲۹ آوریل – دانیل دی-لوئیس، هنرمند اهل هائیتی
- ۵ مه – ریچارد ای گرانت، بازیگر و کاشف بریتانیایی
- ۱۰ مه – سید ویشس، خواننده بریتانیایی (د. ۱۹۷۹)
- ۷ ژوئن – اورهان پاموک، نویسنده و رمان‌نویس اهل ترکیه و برنده جایزه نوبل ادبیات
- ۲۳ ژوئن – فرانسیس مک‌دورمند، بازیگر آمریکایی
- ۲۵ اوت – سایمن مک‌برنی، بازیگر بریتانیایی
- ۲۷ اوت – برنهارد لانگر، بازیکن گلف آلمانی
- ۱۱ سپتامبر – پربن الکیر لارسن، بازیکن فوتبال دانمارکی
- ۱۶ سپتامبر – دیوید مک‌کریری، بازیکن فوتبال بریتانیایی
- ۲۲ سپتامبر – نیک کیو، بازیگر، موسیقی‌دان، و خواننده استرالیایی
- ۱۱ اکتبر – داون فرنچ، بازیگر و کمدین بریتانیایی
- ۲۱ اکتبر – ولفانگ کترله، فیزیک‌دان آلمانی
- ۳۰ اکتبر – ریچارد جنی، بازیگر و فیلمنامه‌نویس آمریکایی (د. ۲۰۰۷)
- ۴ نوامبر – تونی ابوت، سیاست‌مدار استرالیایی
- ۲۴ نوامبر – دنیس کرازبی، بازیگر آمریکایی
- ۱۳ دسامبر – استیو بوشمی، تهیه‌کننده، بازیگر، و کارگردان آمریکایی

## درگذشت‌ها
- ۱۴ ژانویه - هامفری بوگارت بازیگر آمریکایی
- ۸ فوریه - جان فون نویمان، ریاضیدان و دانشمند آمریکایی مجارستانی‌الاصل
- ۱۶ مارس - کنستانتین برانکوزی پیکرساز رومانیایی
- ۷ اوت - اولیور هاردی، هنرپیشه کمدی سینمای آمریکا(ز ۱۸۹۲)
- ۴ ژانویه – تئودور کورنر، سیاست‌مدار اتریشی (ز. ۱۸۷۳)
- ۱۰ ژانویه – گابریلا میسترال، شاعر و دیپلمات شیلیایی (ز. ۱۸۸۹)
- ۲۰ ژانویه – جیمز برندان کانلی، ژورنالیست، نویسنده، و ورزشکار آمریکایی (ز. ۱۸۶۸)
- ۱۰ فوریه – لورا اینگلز وایلدر، نویسنده آمریکایی (ز. ۱۸۶۷)
- ۳۰ مارس – ماکس آمان، سیاست‌مدار آلمانی و رئیس اتاق مطبوعات رایش سوم (ز. ۱۸۹۱)
- ۱۵ آوریل – پدرو اینفانته، بازیگر و خواننده مکزیکی (ز. ۱۹۱۷)
- ۲۶ آوریل – الینور فر، بازیگر آمریکایی (ز. ۱۹۰۳)
- ۱ مه – گرانت میچل (هنرپیشه)، بازیگر آمریکایی (ز. ۱۸۷۴)
- ۲ مه – جوزف مک‌کارتی، افسر، قاضی، وکیل، و سیاست‌مدار آمریکایی (ز. ۱۹۰۸)
- ۷ مه – ویلهلم فیلشنر، نویسنده و کاشف آلمانی (ز. ۱۸۷۷)
- ۱۳ ژوئن – ایروینگ بکستر، ورزشکار آمریکایی (ز. ۱۸۷۶)
- ۲۱ ژوئن – یوهانس اشتارک، فیزیک‌دان آلمانی (ز. ۱۸۷۴)
- ۳ ژوئیه – جودی تایلر، بازیگر آمریکایی (ز. ۱۹۳۲)
- ۲۳ ژوئیه – جوزپه تومازی دی لامپه دوزا، نویسنده ایتالیایی (ز. ۱۸۹۶)
- ۵ اوت – هاینریش اوتو ویلند، شیمی‌دان آلمانی (ز. ۱۸۷۷)
- ۱۶ اوت – ایروینگ لانگمویر، فیزیک‌دان و شیمی‌دان آمریکایی (ز. ۱۸۸۱)
- ۱۹ اوت – دیوید بومبرگ، نقاش بریتانیایی (ز. ۱۸۹۰)
- ۲۹ اکتبر – لوئیس مایر، تهیه‌کننده آمریکایی (ز. ۱۸۸۵)
- ۱۷ نوامبر – کرا ویترسپون، بازیگر آمریکایی (ز. ۱۸۹۰)
- ۱۸ نوامبر – رودولف دیلس، سیاست‌مدار آلمانی (ز. ۱۹۰۰)
- ۲۴ نوامبر – دیه‌گو ریورا، نقاش مکزیکی
- ۳۰ نوامبر – بنیامینو گیگلی، بازیگر، خواننده، و خواننده اپرا ایتالیایی (ز. ۱۸۹۰)
- ۱۰ دسامبر – موریس ای مک‌لوکلین، بازیکن تنیس آمریکایی (ز. ۱۸۹۰)
- ۱۱ دسامبر – موزیدورا، فیلمنامه‌نویس، بازیگر، نویسنده، و کارگردان فرانسوی (ز. ۱۸۸۹)
- ۲۴ دسامبر – نورما تالماج، تهیه‌کننده و بازیگر آمریکایی (ز. ۱۸۹۳)